# Єзерець (Благоєвградська область)
Єзере́ць (болг. Езерец) — село в Благоєвградській області Болгарії. Входить до складу общини Кресна.

## Населення
За даними перепису населення 2011 року у селі проживали 5 осіб, усі — болгари.
Розподіл населення за віком у 2011 році:
Динаміка населення: